# Пролом (Станиславів)
Українське спортивне товариство «Пролом» Станиславів або просто «Пролом» (пол. Ukraińskie Sportowe Towarzystwo Prołom Stanisławów)  — футбольний клуб, заснований 1929 року в Станиславові (нині Івано-Франківськ, Україна) українською громадою міста. Учасник змагань під егідою Польського Футбольного Союзу (ПЗПН). Найсильніший український клуб Станиславівського воєводства 1930-х років.

## Хронологія назв
- 1929—1939: УСТ «Пролом» Станиславів (пол. UST Prołom Stanisławów)

## Історія

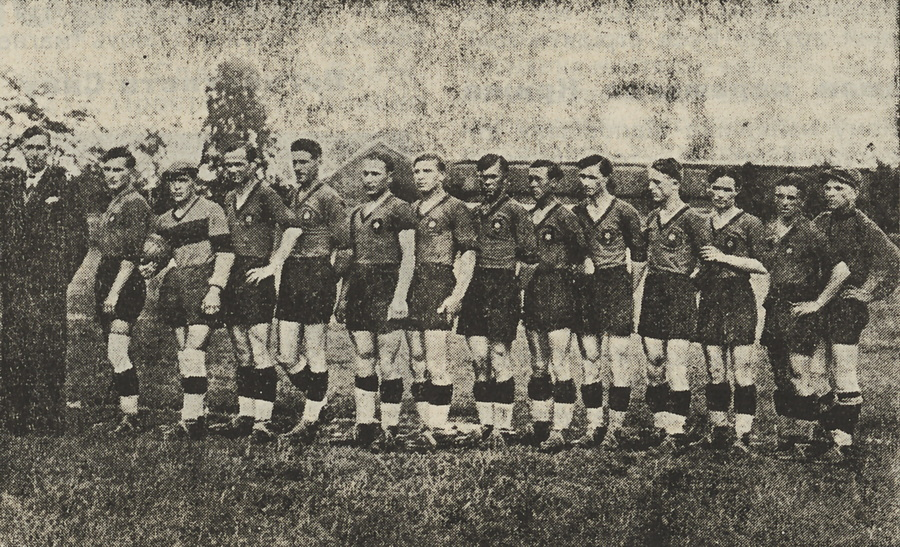
«Пролом» Станиславів (1936)

Футбольна команда «Пролом» була створена в лоні однойменного українського спортивного товариства, заснованого в Станиславові у грудні 1929 року. Це була своєрідна реакція з боку діячів української громади міста, симпатиків спорту, на критику на свою адресу в популярній львівській газеті «Діло». Її журналісти на сторінках часопису з жалем відзначали, що в українців Станиславова наприкінці 1920-х не було жодного національного футбольного клубу. Відтак футболісти львівської «України» під час свого візиту сюди в серпні 1929 року змушені були грати з місцевим єврейським «Гакоахом» та польською «Станиславовією». 
До цього в Станиславові вже існували, хоч і короткий час, українські футбольні клуби — «Чумаки» (є згадка за 1921 рік), «Буй-Тур» (1922—1925) і «Сокіл» (1927). Ці клуби грали матчі переважно з іншими західноукраїнськими клубами (львівською «Україною», перемишлянською «Сяновою Чайкою», стрийською «Скалою» та тернопільським «Поділлям»). Водночас зустрічі з представниками клубів інших національностей Українським Спортовим Союзом не віталися. Ситуація почала змінюватися, починаючи з 1928 року, коли окремі українські клуби взяли курс на приєднання до змагань під егідою ПЗПН (створений за німецьким зразком чотирма роками раніше).
Подейкують, що назву для новоутвореного спортивного товариства «Пролом» запропонував професор Станиславівської гімназії Дмитро Ліськевич. Перша домівка клубу розташовувалася в будинку на вул. Липовій (тепер — вул. Шевченка), неподалік згаданої гімназії. Посаду голови УСТ «Пролом» тривалий час майже незмінно обіймав директор філії Українського земельного банку Теодор Мартинець. 
На початку березня 1930 року стало відомо, що «Пролом» візьме участь у змаганнях класу «Б» Станиславівської підокруги ЛОЗПН. Свій перший офіційний поєдинок в історії українська дружина зіграла 13 квітня 1930 року. У присутності 800 осіб  «Пролом» на стадіоні Міської каси ощадності розписав нульову нічию з польським клубом «Гурка» (Станиславів). Окрім нього, суперниками «Пролому» в класі «Б» у цьому сезоні були земляки з польських клубів «Ревера ІІ» і «ТУР», єврейських «Гакоах» і «Адміра», а також «інтернаціональних» місцевих колективів «Станиславовія» і «Єдність». Також українцям довелося у своїй дебютній першості позмагатися й з клубами з інших міст — польськими дружинами «49 п.п.» (Коломия) і «Стриянка» (Стрий). В подальшому у цьому турнірі проломівцям випадало неодноразово зустрічатися із польською «Бистшицею» і українським «Бескидом» з Надвірної, польськими «Світом» з Монастирськ, «Стшельцем» з Брошнева та земляками із «Раз Два Тши». Що стосується підсумків сезону 1930 року, то «Пролом» з 7-а набраними очками фінішував останнім, поступившись одним пунктом «Єдності». Однак своє місце в чемпіонаті класу «Б»  український клуб зберіг за собою і на наступний рік, позаяк «Стриянка» в подальшому була переведена в турнір Підкарпатської підокруги ЛОЗПН.
Сезон 1931 року «Пролом» розпочав з новим тренером Осипом Новицьким — родом з сусіднього для Станиславова Вовчинця — колишнім гравцем львівської «України». Завдяки такому підсиленню клуб у підсумковій таблиці класу «Б» фінішував на 4-у місці, поступившись лише «Гурці», «Станиславовії» та «49 п.п.».
У 1932 році «Пролом» зумів повторити торішнє досягнення. 
А ось наступний сезон 1933 року несподівано став найбільш суперечливим в історії футбольної команди УСТ «Пролом». Перед стартом першості класу «Б»  його керівництво зіткнулося з серйозними кадровими проблемами в комплектуванні основного складу команди. Команду залишили її лідери Юліан Кардаш (перейшов до «Ревери»), Ярема Попель і Тарас Ліськевич. Двоє останніх були серед безпосередніх ініціаторів створення в січні 1933 року в Станиславові нового товариства — Українського спортового клубу (УСК), футбольний колектив якого виступав виключно в змаганнях під егідою Українського Спортового Союзу (УСС). Відтак з цього часу «Пролому» довелося заочно конкурувати з новим клубом за залучення саме під свої знамена найталановитіших українських змагунів зі Станиславова і околиць. 
По ходу чемпіонату проломівці демонстрували нестабільну гру, чергуючи перемоги з поразками. А 16 липня 1933 року під час поєдинку українців проти свого запеклого суперника місцевого «Гакоаха» трапився ще й гучний скандал. Футболісти «Пролому» в знак незадоволення, як їм здавалося, упередженим арбітражем цієї зустрічі незадовго до фінального свистка достроково залишили поле. За два дні після цього правління українського клубу повідомило офіційним листом футбольну владу Станиславівської підокруги ЛОЗПН про рішення припинити надалі свою подальшу участь у змаганнях.
Сезон 1934 року «Пролом» провів знову в класі «Б», але тепер вже новоствореного Станиславівського ОЗПН. Провід клубу взяв курс на омолодження складу, зважаючи на кадрові проблеми, які тягнулися ще з попереднього року, а також беручи до уваги відхід граючого тренера Осипа Новицького (очолив перемишлянський «Сян). З огляду на це, підсумкове 5-е місце у змаганнях семи колективів другого за силою дивізіону можна вважати прийнятним результатом.  
У 1935 році в команду повернувся після служби в армії основний страж воріт Осип Андриїшин. Також її лави підсилили кількома перспективними молодими гравцями ямницького «Вихора» (П. Зуб’як, С. П'яста, А. Деркач), який виступав у системі Українського Спортового Союзу. Тож закономірно, що «Пролом» зміг зробити певний поступ вперед у порівнянні з попереднім сезоном. Цього разу в першості класу «Б» змагалося вже відразу 9 клубів і на фініші змагань проломівці посіли цілком пристойне для себе 4-е місце.
Створивши у попередньому році для себе хороший підмурівок, «Пролом» у турнірі класу «Б» 1936 року спочатку впевнено пройшов дистанцію на попередньому етапі першості. А після цього тріумфував і в кваліфікаційних матчах за право підвищитися класом.
Дебютний сезон 1936/37 років у класі «А» виявився для «Пролому» невдалим. На фоні втоми (відсутність перерви на відпочинок після попереднього чемпіонату через перехід на систему проведення змагань осінь—весна) та втрати шести основних гравців, клуб виявився серед найгірших у вищому дивізіоні. Однак класу «А» українська команда не покинула, оскільки ще після першої половини змагань стрийська «Погонь» вирішила припинити свою участь у змаганнях.
Та наступний сезон 1937/38 років серед еліти Станиславівського ОЗПН виявився для «Пролому» нічим не кращим за попередній чемпіонат. До честі українців, вони до останнього вели боротьбу з надвірнянською «Бистрицею» за місце під сонцем, але у підсумку змушені були капітулювати і опуститися рангом нижче.
Право знову позмагатися у когорті найсильніших «Пролом» повернув собі швидко — вже за підсумками сезону 1938/39 років. У фіналі кваліфікаційного турніру влітку 1939 року українські футболісти без особливих зусиль розправилися із футболістами «Станиславовії», калуського «Стшельця» та коломийської «Гасмонеї». 
Проте стартувати втретє у своїй історії в класі «А» українській команді не судилося. Після початку Другої світової війни у вересні 1939 року УСТ «Пролом», як і всі інші довоєнні клуби Станиславівського ОЗПН, припинило своє існування.

## Досягнення
- Клас «Б» Станиславівського ОЗПН
  -  Чемпіон (2): 1936, 1939

## Відомі гравці
- Осип Андриїшин
- Микола Дейчаківський
- Юліан Кардаш
- Роман Кернякевич
- Тарас-Мирослав Ліськевич
- Осип Новицький
- Ярема Попель
- Едвард Урсакі